# Verzorgingsplaats Ravensbos
Verzorgingsplaats Ravensbos is een voormalige verzorgingsplaats aan de noordelijke rijbaan van A79. De aanwezigheid van een homo-ontmoetingsplaats was de reden voor het sluiten van de verzorgingsplaats eind 2000.
De parkeerplaats is genoemd naar het gelijknamige seminarie Ravensbos van de Paters Oblaten OMI en het bos met dezelfde naam.
A1: De Haar · Elsenerveld · Friezenberg · Jool-Hul  
A2: Proostwetering · De Rooijen · Zwartehof · Heezerhut · Aalsterhut  
A4: Leiburg · Oostvliet  
A6: De Monnik  
A9: Amstelveen · Hammerstein  
A12: Mollebos · De Heul · De Roode Haan  
A15: Zeekade · Kraaienbos · De Laar · Topsweerd · Groenendijk  
A16: Krabbenbosschen · Mastbos  
A17: Kapelberg  
A20: Aalkeet  
A27: Bosberg  
A28: Holkerveen · Nunspeet-Noord · Nunspeet-Zuid  
A50: Meilanden · Kabeljauw  
A58: Krabbenbosschen · Mastbos · Sloedam  
A59: Tollenaer · 't Vaerland  
A67: De Gender · De Blauwe Klei  
A79: Keelbos · Ravensbos  
A326: Rolenhof